# Die Sprache des Herzens
Die Sprache des Herzens (Originaltitel: Marie Heurtin) ist eine französische Filmbiografie aus dem Jahr 2014 von Jean-Pierre Améris, der auch mit Philippe Blasband das Drehbuch schrieb. Der Film basiert auf der wahren Geschichte von Marie Heurtin, einem taub und blind geborenen Mädchen im Frankreich des späten 19. Jahrhunderts. Der Film gewann den Variety Piazza Grande Award beim Internationalen Filmfestival von Locarno. Der deutsche Kinostart war am 1. Januar 2015.

## Handlung
Frankreich Ende des 19. Jahrhunderts. Im Institut Larnay kümmern sich die Nonnen um einige taube Mädchen, welche in ihre Obhut gegeben wurden. Unter den Nonnen ist auch die lungenkranke Schwester Marguerite, die bisher jedoch hauptsächlich mit der Arbeit im Klostergarten betraut wurde.
Ein Mann fährt mit seinem Pferde-Karren auf dem Hof vor. Neben ihm sitzt ein junges Mädchen, zu seiner eigenen Sicherheit festgebunden auf dem Kutschbock, aber offenbar glücklich. Es macht einen stark verwahrlosten Eindruck: Die Haare sind nicht gekämmt, geradezu verfilzt, sie ist barfüßig, statt eines Kleides trägt sie ein schmutziges Hemd mit langen Ärmeln. Bei näherer Betrachtung wird deutlich, dass sie anders als die anderen Mädchen nicht nur taub, sondern sogar gehörlos-blind ist. Der Mann, ihr Vater, wendet sich an die Mutter Oberin und erklärt, dass seine Tochter zwar dringend einer Betreuung bedürfe, er sie aber nicht in eine Irrenanstalt geben möchte, wie ihm von einem Arzt angeraten wurde.
Marie, die nicht erfassen kann, was mit ihr geschehen soll, flüchtet sich in die Äste eines Baums. Schwester Marguerite versucht, sie zu beruhigen und vom Baum herunter zu holen. Dabei hat sie starke Empfindungen, über welche später ihr Tagebuch berichtet: „Heute bin ich einer Seele begegnet ....“ Schließlich bedeutet die Mutter Oberin dem Vater des Mädchens, dass deren Aufnahme in das Kloster, aufgrund ihrer doppelten Behinderung und offensichtlich fehlenden sozialen Kompetenz, nicht in Frage kommt. Monsieur Martin muss Marie wieder mit nach Hause nehmen.
Schwester Marguerite jedoch bestürmt die Oberin geradezu, ihr zu erlauben, Marie zurückzuholen und zu versuchen, sie zu unterrichten. Nach einigem Hin und Her gibt die Oberin schließlich nach, und Schwester Marguerite macht sich zu Fuß auf den Weg. Zu großen Teilen zu Fuß kehrt sie auch mit Marie (an einem kurzen Handgelenk-Riemen) zurück. Sie bemerkt auf ihrer Wanderung, dass Marie im positiven Sinne besonders stark auf Berührungsreize wie das warme Fell einer Kuh oder auf Phänomene wie das schnell fließende Wasser eines Baches reagiert. Marie zeigt, dass sie andere Menschen über Berührungen, wie das sensitive Abtasten deren Gesichter, einzuschätzen und zu beurteilen sucht. Und sie lässt damit deutlich erkennen, es gibt die Chance, Zugang zu ihr zu finden. Das letzte Stück des beschwerlichen Wegs zum Kloster schiebt sie Marie in einer Schubkarre.
Maries Erziehung erweist sich als monatelanger, kräftezehrender, mitunter brutal anmutender Kampf. In einem Schlafsaal mit den anderen Mädchen zu nächtigen ist praktisch unmöglich. Immerhin schafft es Schwester Marguerite, sie zu baden, sie in ein Kleid zu stecken, ihr Strümpfe und Schuhe anzuziehen und ihr die Haare zu kämmen und zu einem Zopf zu binden. Allerdings weigert sich Marie weiterhin, am Lernen teilzunehmen. Schwester Marguerite zweifelt oft an sich und wendet sich in diesen Situationen an ihr Tagebuch, aber gibt niemals auf. Als sie wieder einmal nahe daran ist zu verzweifeln, macht Marie ihre erste verwertbare Gebärde: Messer (ihr kleines Taschenmesser war ihr Lieblingsspielzeug).
Nach einiger Zeit kommen Maries Eltern zu Besuch und treffen ihre Tochter im Beisein von Schwester Marguerite. Sie können kaum glauben, was sie sehen. Marie spricht mit ihnen in Gebärdensprache und Schwester Marguerite übersetzt. Marie vermag sogar ihren eigenen Namen aus hölzernen Buchstaben zusammenzusetzen. Ihre Eltern sind sehr gerührt.
Marguerites Lungenerkrankung meldet sich jäh mit einem schweren Schwächeanfall. Marguerite wird als einziger Ausweg Ruhe und Bergluft nahegelegt. Die Oberin meint Marie dadurch schonen zu können, dass ihr die Abwesenheit und der Aufenthalt Marguerites in einer Klinik in den Bergen verschwiegen werden. Dies führt zu einem schlimmen Rückfall. Man weiß sich nicht anders zu helfen als Marguerite davon in Kenntnis zu setzen, die daraufhin ihren Klinikaufenthalt sofort abbricht. Marie beruhigt sich wieder. Schwester Marguerite erleidet jetzt ihrerseits einen Zusammenbruch. Sie erholt sich davon nicht wieder, sondern verfällt langsam immer mehr.
Marguerite möchte auf keinen Fall, dass Marie sie so erlebt, und schließt sie aus ihrem Zimmer aus. Wieder erleidet Marie einen Rückfall, benimmt sich wie tollwütig, hämmert an die Tür. Marguerites gute Freundin, die selbst gehörlose Schwester Raphaëlle, die schon zuvor bei Rückschlägen vermittelt hatte, redet ihr vergeblich zu, Marie wieder in ihr Leben zu lassen. Erst die Oberin – zuvor in ihrer Skepsis bisweilen Marguerites Arbeit erschwerend – kann sie umstimmen, indem sie deren eigene Auflehnung gegen das Sterben als wahres Motiv durchschaut und aufzeigt. Von da an hilft Marie liebevoll bei Marguerites Pflege. Sie versteht, dass Marguerite sterben muss und es keine Rettung geben wird, aber sie möchte sie wenigstens auf ihrem letzten Weg begleiten. Auch nach dem Tod von Schwester Marguerite zeigt sich Marie mit gewachsener Reife gefasst. Schwester Marguerites unbeirrbar großer Einsatz findet seine Krönung: Marie ist im Leben angekommen.

## Synchronisation
Die deutsche Synchronisation entstand nach einem Dialogbuch von Beate Klöckner unter ihrer Dialogregie im Auftrag der Berliner Synchron.
| Darsteller           | Rolle               | Deutscher Sprecher |
| -------------------- | ------------------- | ------------------ |
| Isabelle Carré       | Schwester Maguerite | Anna Grisebach     |
| Ariana Rivoire       | Marie Heurtin       | Sarah Tkotsch      |
| Brigitte Catillon    | Mutter Oberin       | Ursula Werner      |
| Noémie Churlet       | Schwester Raphaëlle | Artemis Chalkidou  |
| Gilles Treton        | Monsieur Heurtin    | Oliver Siebeck     |
| Laure Duthilleul     | Madame Heurtin      | Andrea Aust        |
| Martine Gautier      | Schwester Veronique | Marina Krogull     |
| Dimitri Radochevitch | Arzt                | Uli Krohm          |

## Rezeption
Fritz Göttler schrieb in der Süddeutschen Zeitung, der „ungestüme Coming-of-age-Film“ gewinne seine Intensität „aus dem Grün der Wiesen und dem Blau der Schwesterntracht“, und „aus dem Spiel von Isabelle Carré und Ariana Rivoire, die selbst taub ist“. Der film-dienst schrieb in der Kurzkritik, der Film sei ein „bewegendes, eindringlich gespieltes Drama, das in lichten Farben den Gang der Dinge nachzeichnet und sich dabei vor allem auf die Freundschaft zwischen Lehrerin und Schülerin fokussiert“. Die Filmwebsite kino.de urteilte, der Film sei „großes, emotionales Kino mit einzigartigen Bildern und Darstellern“. Ariana Rivoire spiele die Rolle der Marie mit „unglaublicher Intensität“. Die Filmzeitschrift Cinema schrieb, Améris erzähle „in kleinen Gesten und mit großer Behutsamkeit“. Obwohl er dem Zuschauer Geduld abverlange, lohne es sich, „Marie auf ihrem Weg zu folgen“, denn „die Geschichte ist von so unerwarteter Schönheit, dass man sich am Ende reich beschenkt fühlt“. Gerhard Midding von epd Film lobte den Film als „kleines Meisterstück filmischer Einfühlsamkeit“. Wie schon in vorherigen Filmen widme sich Jean-Pierre Améris erneut einer Figur, „deren Zugriff auf die Welt verstellt ist“ und erzählt von einem mühsamen Weg voller Entmutigungen, der in einer „Explosion der Sprache“ mündet.

## Auszeichnungen
Neben dem Variety Piazza Grande Award in Locarno erhielt der Film den 2. Platz beim Publikumspreis beim Mill Valley Film Festival in den USA. Des Weiteren konkurrierte er auch beim Chicago International Film Festival um den Publikumspreis, konnte ihn aber nicht gewinnen. Beim Valladolid International Film Festival in Spanien war Die Sprache des Herzens für den Golden Spike nominiert. Von der Deutschen Film- und Medienbewertung wurde Die Sprache des Herzens mit dem Prädikat besonders wertvoll versehen. In der Begründung heißt es: „Diese historische Begebenheit, authentisch überliefert vom Ende des 19. Jahrhunderts, wird hingebungsvoll und mit starken, adäquaten Mitteln erzählt, welche dem Film seine eigene Prägung geben. […] Neben sparsam eingesetzten Musikuntermalungen, die sich niemals aufdrängen, erleben wir das Ringen um die Menschwerdung Maries in absoluter Stille, nur von Originaltönen und gelegentlichem Flüstern von Marguerite begleitet. Dieser bewusst gewählte Effekt lässt die Dramatik der Situation nachempfinden, nimmt den Zuschauer mit in die stumme Welt eines tauben Mädchens.“